# Huelga en la Baixa do Cassange
La huelga de Baixa do Cassange, también llamada revuelta de Mariano y guerra de María, fue una huelga laboral considerada el primer movimiento político que desencadenaría la guerra de la Independencia de Angola exactamente un mes después y la guerra colonial portuguesa durante los siguientes tres años en las provincias portuguesas de ultramar. La huelga comenzó el 4 de enero de 1961 en la región de Baixa do Cassange, en el territorio de la provincia de Malanje, en la Angola portuguesa. En los días siguientes, las autoridades portuguesas lograron reprimir la campaña de huelga. Sin embargo, la fecha del 4 de enero pasó a la historia de Angola como el "Día de los Mártires de la Represión Colonial", fiesta nacional en Angola.
En 4 de enero, los trabajadores agrícolas empleados por Cotonang, una empresa portuguesa-belga de plantación de algodón, hicieron una protesta para obligar a la compañía a mejorar sus condiciones de trabajo. La protesta, que después se hizo conocida como la huelga de Baixa do Cassange, estaba liderada por dos angoleños previamente desconocidos, António Mariano y Quinguiri Bumba Culaxingo. Durante la protesta, los obreros angoleños quemaron sus tarjetas de identificación y atacaron físicamente a los comerciantes portugueses en las instalaciones de la compañía. La protesta llevó a un levantamiento general, al cual las autoridades portuguesas respondieron con una incursión aérea en veinte pueblos de la zona, matando a un gran número de aldeanos angoleños. Mientras el Movimiento Popular para la Liberación de Angola (MPLA) afirmó que el avión mató unas diez mil personas, la mayoría de las estimaciones van desde 400 hasta 7.000 angoleños muertos.

## Revuelta de la UPA de 15 de marzo
El 15 de marzo de 1961 la União das Populaçõse de Angola (UPA), liderada por Holden Roberto, encabezó una revuelta popular a la región norteña de Bakongo, Angola. Los campesinos y trabajadores bantúes de las plantaciones de café se unieron a la revuelta y, en un frenesí de rabia contra los colonos y terratenientes europeos, mataron unos 1.000 lusoangoleños en los primeros días de la lucha, juntos con un número desconocido de nativos. Los trabajadores sublevados quemaron plantaciones, puentes, instalaciones gubernamentales y estaciones policiales y destruyeron varias barcazas y transbordadores. Las imágenes gráficas de los colonos violados y mutilados inflamaron la rabia del público portugués y el ejército portugués estableció una durísima campaña en contra de los insurgentes que destruyó decenas de pueblos y mató a unas 20.000 personas antes de la insurrección en septiembre del 1961.